# 警察廳南營洞人權中心

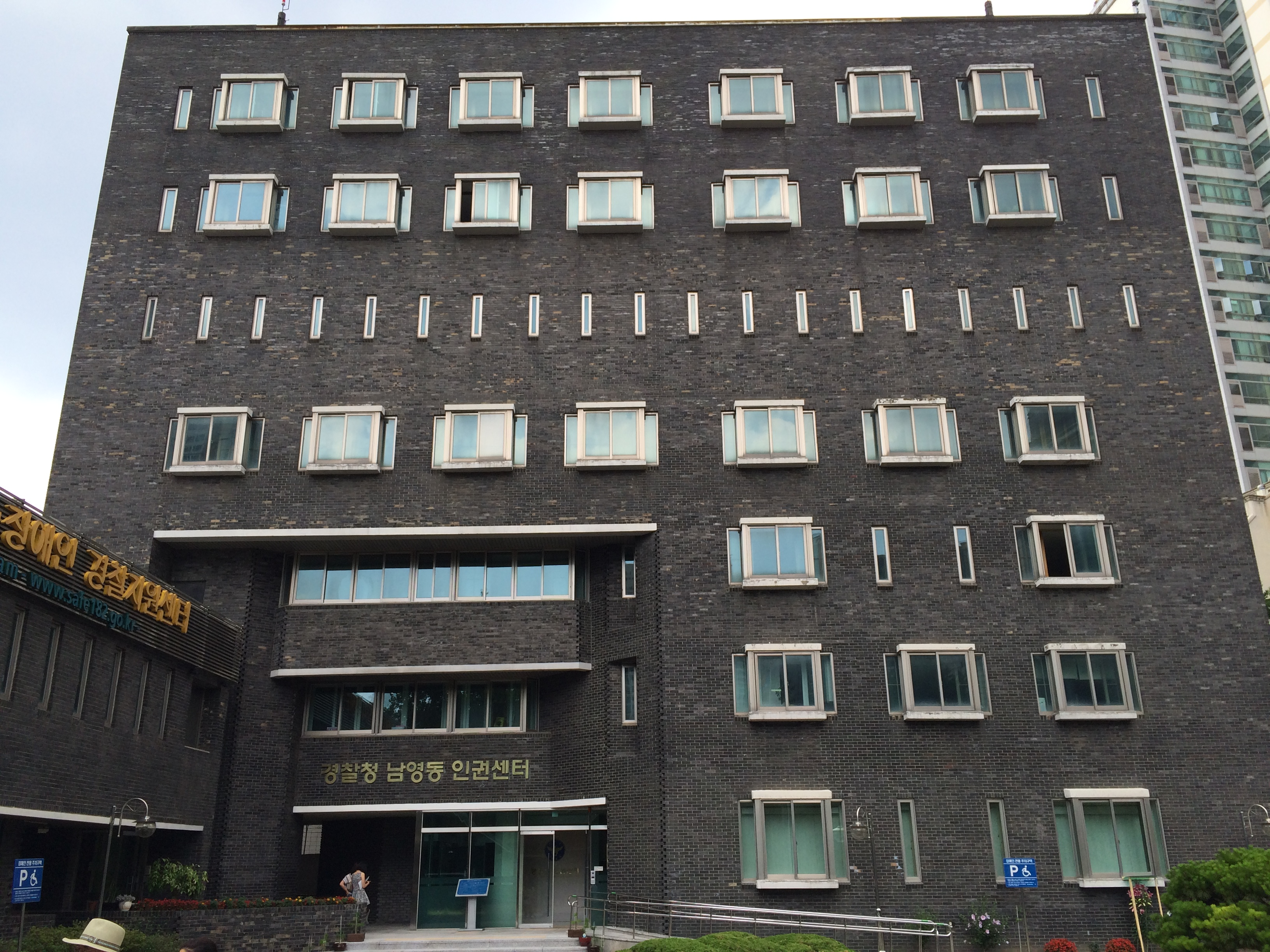
警察廳南營洞人權中心所在建築

警察廳南營洞人權中心（：／），前稱南營洞對共分室，是韓國首爾特別市龍山區境內的警察廳所屬設施。該设施於1977年落成，由韩国内政部委托建筑师金寿根设计，為1987年朴鍾哲拷問致死事件的發生地。现在该建筑已移交行政安全部，并预计于2022年开放为纪念馆。